# خاطرات زمستانی
خاطرات زمستانی (به فرانسوی: Histoires d'hiver) فیلم کانادایی به کارگردانی فرانسوا بوویه است. این فیلم در سال ۱۹۹۹ منتشر شده است.

## خلاصه داستان
مارتین پسر بچه‌ای است که در آتش اشتیاق تماشای بازی هاکی تیم مورد علاقه اش نیوارلئان می‌سوزد. او و همکلاسی‌هایش کارتهایی را که بر روی آن عکس بازیکنان تیم‌های مهم نقش بسته، خریداری می‌کنند و بر سر بدست آوردن عکس ستاره‌ها رقابت می‌کنند تا اینکه …

## بازیگران
- جوئل دراپئو دالپ
- دنیس بوچارد
- لوس گورین